# Cyperus varicus
Cyperus varicus är en halvgräsart som först beskrevs av Charles Baron Clarke och Henri Chermezon, och fick sitt nu gällande namn av Georg Kükenthal. Cyperus varicus ingår i släktet papyrusar, och familjen halvgräs. Inga underarter finns listade i Catalogue of Life.